# Спасо-Преображенский собор (Невьянск)
Спасо-Преображенский собор (Собор Преображения Господня) — православный храм в городе Невьянске, второй кафедральный собор Нижнетагильской епархии Русской православной церкви. Памятник архитектуры регионального значения.
Настоятель храма — епископ Нижнетагильский и Невьянский Феодосий (Чащин).

## История
По грамоте 1702 года Петра Великого, Никита Демидов построил деревянную трёхпрестольную церковь, школу и больницу при Невьянском заводе. Главный храм был освящён в 1710 году во имя Преображения Господня, правый придел во имя Успения Божией Матери, левый во имя апостолов Петра и Павла. В 1776 году к южному фасаду пристроен придел во имя преподобного Саввы, освящён в 1777 году. Также к зданию была пристроена каменная колокольня. Церковь была уничтожена пожаром 1826 года.
Строительство каменного трёхпрестольного храма началось 27 июля 1824 года. В 1827 году освящён южный придел во имя Успения Божией Матери. В 1830 году освящён главный храм во имя Преображения Господня и северный придел во имя апостолов Петра и Павла. В 1861 году началось строительство притвора на два придела и колокольни. Южный придел притвора освящён в 1863 году во имя Архистратига Михаила, северный в 1865 году во имя преподобного Саввы. В 1864 году обновлён иконостас. Число прихожан достигало 12 000. В собственности церкви также была торговая лавка и весы, часть доходов от Петровской ярмарки.
В 1884 году на территории завода возведена каменная часовня в память мученической кончины «Царя Освободителя Александра Николаевича». 11 мая 1912 года указом Священного Синода храму присвоен статус собора. В 1930-х годах здание разрушено до уровня карниза. Отреставрировано к 2001 году.

## Архитектура
Изначально храм представлял центрическую всефасадную композицию типа пятиглавия на четверике. Квадратный в плане крупный объём храма был украшен по сторонам света шестиколонными портиками дорического ордера с классическими фронтонами. Единый с портиками карниз с кронштейнами, фриз с триглифами и архитрав опоясывают все здание. В уровне конька портиков устроен аттиковый этаж со встроенными по углам оконными проёмами в рамочном наличнике и люкарнами. Завершён этаж профильным карнизом с сухариками. Венчают храм крупный центральный купол на светлом барабане и четыре малых купола на цилиндрических подиумах по углам. Все купола имеют световые барабаны с малыми куполами на карнизах. Арочные проёмы большого и малых барабанов объединены аркадами.
Внутри барабаны поставлены на подпружные арки, опирающиеся на наружные несущие стены и четыре внутренних массивных столпа. В восстановленных интерьерах отсутствуют росписи, однако сооружено пять фаянсовых иконостасов, а также орнаментальные керамические полы.
Пристроенные к собору в 1851—1861 годах трапезная и колокольня были выполнены с использованием тех же, что и в храме, декоративных приёмов. В них полностью повторяются архитрав, фриз и карниз, оформление четырёхколонного портика и фронтонов, окон, проёмов яруса звона, завершающего барабана с куполом и шпилем. Исключение составило оформление двухъярусного четверика: рустованные углы и арки оконных проёмов, прямоугольные ниши второго яруса.
Фундаменты бутовые, укреплённые с боков чугунными плитами, стены и своды кирпичные. Каркас сводов при реставрации выполнен из стального профиля, кровли — из нержавеющей стали, покрытой нитрид титаном «под золото». Высота колокольни со шпилем — 64 метра.
Спасо-Преображенский собор — единственный в своём роде образец храмового зодчества в стиле русского классицизма, пространственная и смысловая доминанта Невьянского историко-архитектурного комплекса.

## Галерея

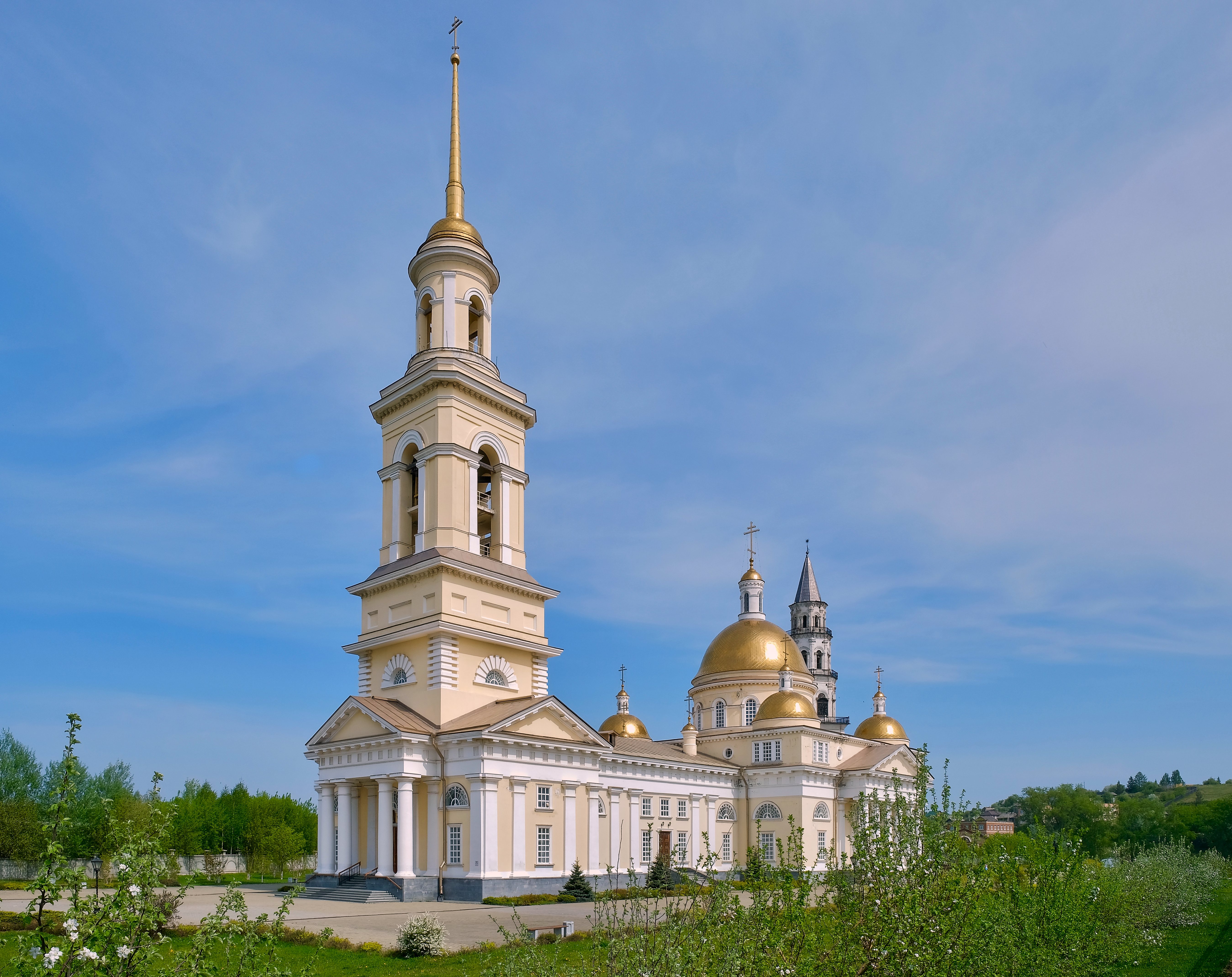
Вид с юго-запада
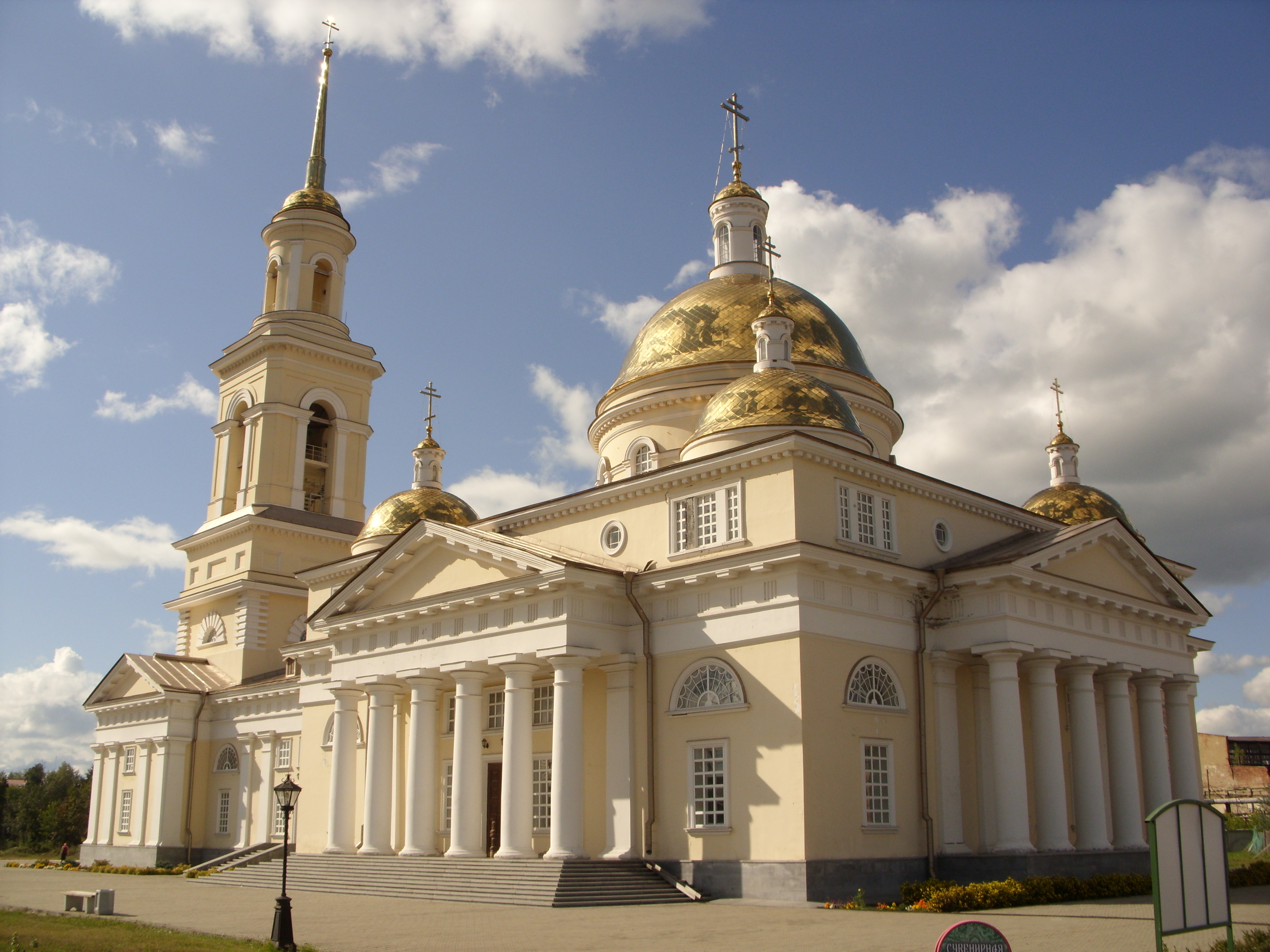
Вид с юго-востока
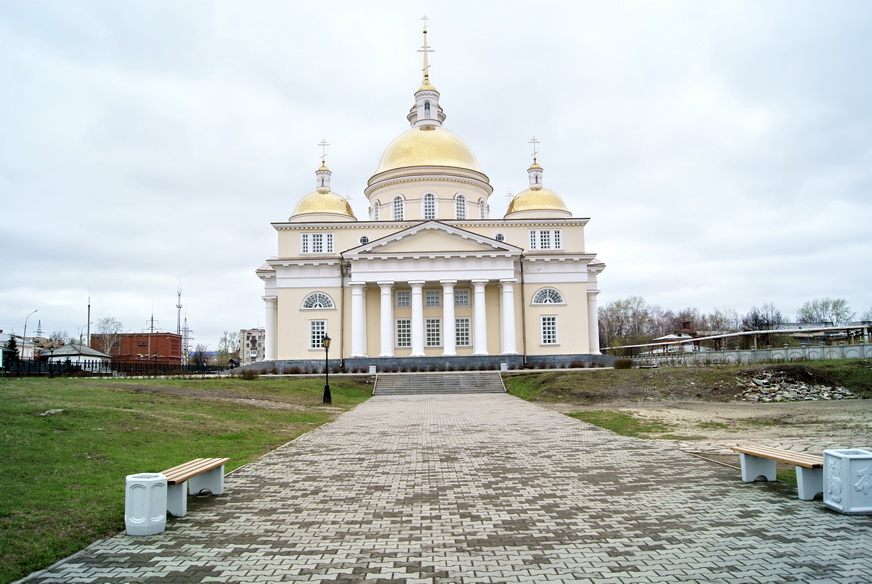
Центральный фасад
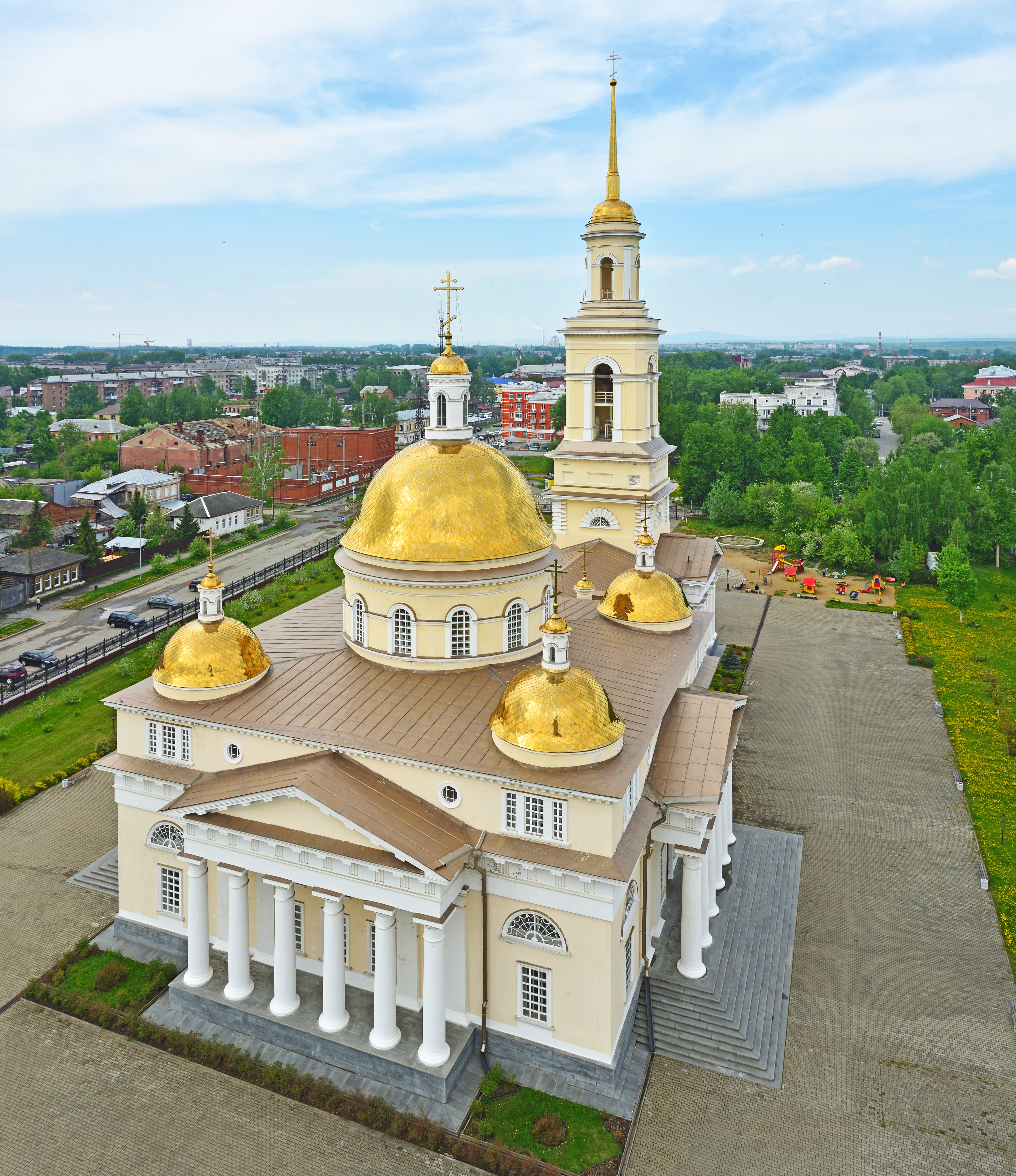
Вид с высоты
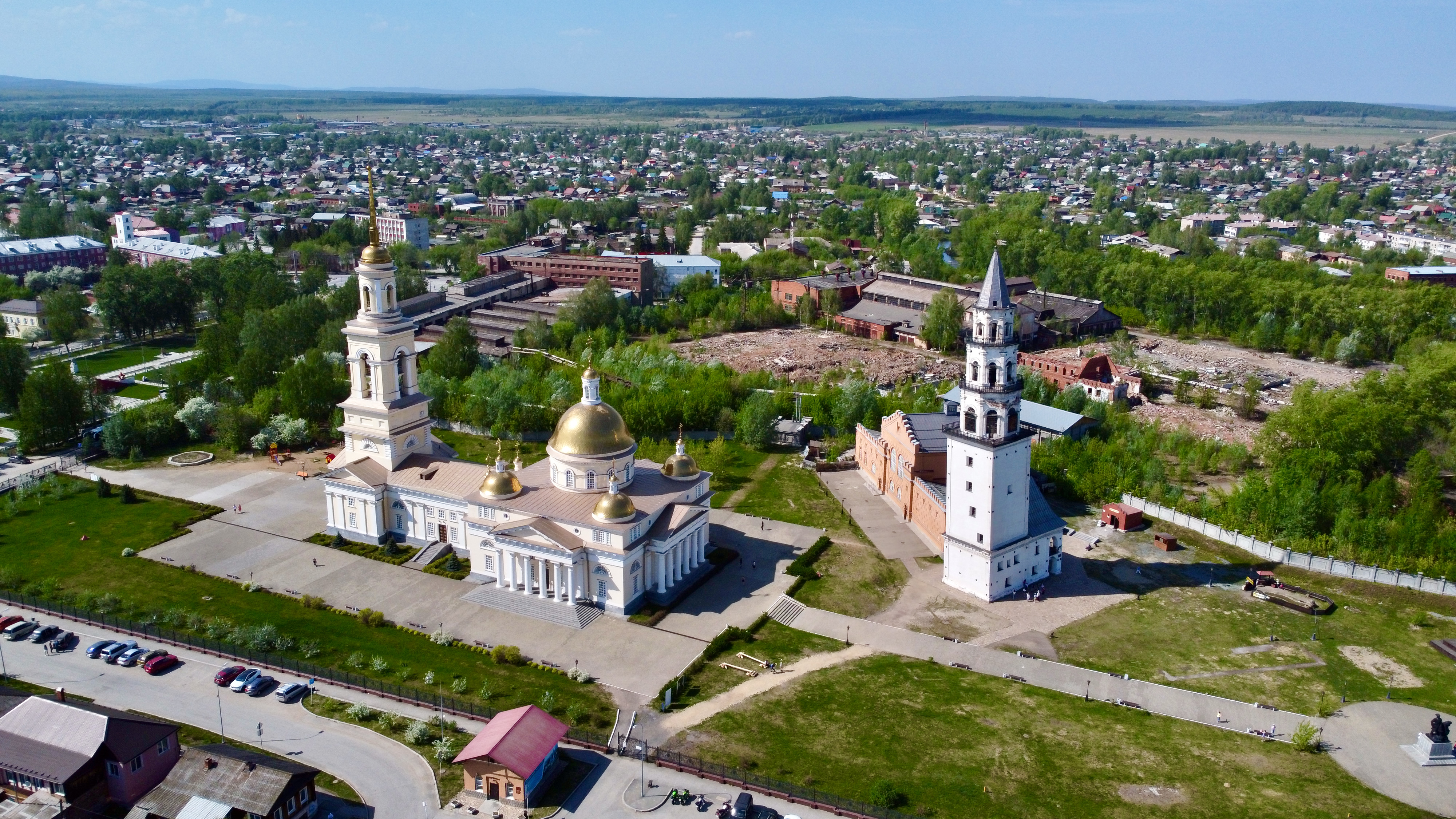
Ансамбль собора и башни